# 高崎雄貴
高崎雄貴（高崎ゆうき），日本漫畫家、插畫家。

## 參與作品

### 漫畫
- 《桃色魔法使》（連載於《Manga Time Kirara Forward》Vol.4 - 2010年2月号）
- 《A漫绝命追缉令》（日语：ハームフル・ビューティフル，連載於《Manga Time Kirara Forward》2011年11月号[1] - 2013年2月号）
- 《献给你的无限生命》（日语：むげんのみなもに，連載於《Comic百合姬S（日语：コミック百合姫S）》Vol.12 - Vol.14、《Comic百合姬》2011年1月号 - 2011年7月号）
- （連載於《月刊Comic Alive》2015年3月号 - 9月号、《月刊Comic Cune》2015年10月号[2] - ）

### 角色原案
- （於月刊GANGAN WING2008年2月号開始連載）

### 插畫
- [3]